# Racasta spatiaria
Racasta spatiaria är en fjärilsart som beskrevs av Achille Guenée 1858. Racasta spatiaria ingår i släktet Racasta och familjen mätare. Inga underarter finns listade.